# Герб Любляни

Герб Любляни

Герб Любляни — «білий замок, що складається з трьох веж, на другій з яких сидить зелений дракон із золотими кігтями та язиком». 

## Історія
Місто повернулося у 2012 році до подібного проєкту, хоча не такого, як проєкт Валта Юречича, прийнятий у 1998 році. Нове рішення міськради також передбачило спрощений дизайн (без золотих елементів та окремих деталей у малюнку) для зображень висотою менше 20 мм.
На міських печатках XIII століття було зображено старе місто з вежею. Дракон є символом Любляни.
Символом міста є Люблянський дракон. Він символізує силу, мужність і велич. Він зображений на верхній частині вежі Люблянського замку на гербі Любляни.
Є кілька пояснень про походження Люблянського дракона. Згідно з грецькою легендою, аргонавти під час повернення додому після викрадення Золотого руна знайшли велике озеро, оточене болотами між сучасними містами Врхника і Любляна. Саме там, Ясон вразив чудовисько. Цей монстр став драконом, який сьогодні присутній на гербі та прапорі міста.
Історично більш правдоподібно, що дракон був прийнятий від святого Георгія, який був покровителем каплиці Люблянського замку, побудованого у XV столітті. За легендою про святого Георгія, дракон представляє старе спадкове язичництво, подолане християнством.
Згідно з іншим поясненням, пов'язаним з другим, дракон був спочатку тільки художнім оформленням над гербом міста. У епоху бароко, він став частиною герба.